# ユニバーサルエージェント
ユニバーサルエージェント株式会社（英名：Universal Agent K.K. 略称：UAKK 所在地：東京都渋谷区円山町5番14号）は、M&Aコンサルティング事業・M&Aアドバイザー事業・M&Aエージェント事業を行う企業である。

## 沿革
- 2005年5月9日 - ユニバーサルエージェント株式会社設立。